# Herman Walder
Herman L. Walder (Dallas, 2 april 1905 - 17 oktober 1991) was een Amerikaanse musicus in de Kansas City Jazz en de rhythm & blues die klarinet en altsaxofoon speelde.
Walder speelde aanvankelijk trompet en was lid van het orkest van Jerry Westbrook. Na een ongeluk stapte hij over op houtblaasinstrumenten. Hij toerde met Benny Moten. Hij werkte met Laura Rucker, met Terrence Holder, George E. Lee, de band van Thamon Hayes en met Harlan Leonards Kansas City Rockets. Aansluitend richtte hij met zijn broer Woody Walder (1902–1978) halverwege de jaren 30 de groep Swing Unit op, waarin ook zijn schoolvriend Pete Johnson speelde en die meer dan tien jaar bestond. In de decennia erna was hij eveneens in Kansas City als musicus actief. Hij componeerde met Mary Lou Williams "A Mellow Bit of Rhythm".